# Eremophila debilis
A mu la (danh pháp hai phần: Eremophila debilis) là một loài thực vật có hoa trong họ Huyền sâm. Loài này được (Andr.) Chinnock mô tả khoa học đầu tiên năm 1992.